# 5541 Сеймей
5541 Сеймей (5541 Seimei) — астероїд головного поясу, відкритий 22 жовтня 1976 року.
Тіссеранів параметр щодо Юпітера — 3,144.
Названо на честь Сеймей (яп. せいめい(晴明) сеймей).